# Mimegralla basilewskyi
Mimegralla basilewskyi är en tvåvingeart som först beskrevs av Verbeke 1956.  Mimegralla basilewskyi ingår i släktet Mimegralla och familjen skridflugor.
Artens utbredningsområde är Kongo. Inga underarter finns listade i Catalogue of Life.